# دوروتی مک‌کیم
دوروتی مک‌کیم (انگلیسی: Dorothy McKim؛ زادهٔ ۸ نوامبر ۱۹۶۱) تهیه‌کننده فیلم اهل ایالات متحده آمریکا است. وی همچنین برندهٔ جوایزی همچون جوایز امی ساعات پربیننده شده‌است.